# Lionel Bah
Lionel Bah (Oullins, 2 febbraio 1980) è un ex calciatore francese naturalizzato ivoriano, di ruolo centrocampista.

## Carriera

### Club
Ha giocato nella seconda divisione francese e nella massima serie francese e cipriota.

### Nazionale
Tra il 2003 e il 2007, ha giocato tre partite con la nazionale ivoriana.